# Šenov u Nového Jičína
Šenov u Nového Jičína település Csehországban, Nový Jičín-i járásban. Šenov u Nového Jičína Nový Jičín, Bartošovice, Bernartice nad Odrou, Rybí, Kunín és Libhošť településekkel határos. Lakosainak száma 2074 fő (2024. január 1.).

## Népesség
A település lakosságának változását az alábbi diagram mutatja:
| Lakosok száma | 1267 | 2584 | 2766 | 2600 | 2300 | 2021 | 2112 | 2077 | 2001 | 2074 |
|               | 1869 | 1900 | 1921 | 1961 | 1980 | 2011 | 2016 | 2019 | 2021 | 2024 |